# 佐原礼香
佐原 礼香（さはら あやか、1985年10月28日 - ）は、日本の元体操選手。静岡県生まれの大阪府育ち。羽衣学園高等学校、青森大学短期大学部卒業。リベラル体操クラブ所属。

## 来歴・人物
体操を始めたのは3歳の時。通っていた水泳教室の隣にあった体操教室を見てレオタードに憧れたのがきっかけ。
2001年のNHK杯女子個人において優勝するなど実績豊富だがオリンピックの出場経験はなく、唯一の出場のチャンスだったアテネオリンピックも、2003年の世界選手権では日本人女子選手唯一の個人総合決勝に進出するも23位に終わり、団体でも14位だったために女子団体の出場枠を逃してしまい、残る女子個人出場枠2をかけて争った翌2004年の最終選考会を兼ねたNHK杯でも4位に終わり出場はならなかった。
2006年のアジア大会（ドーハ）終了後に「私のオリンピックはアテネなので、世代交代をして、いい時で終わりたかった」というコメントを残して引退した。2009年10月からコーチ留学のため、アメリカへ渡る。
身長140cm前後で華奢な体格の多い女子体操選手としては大柄な156cmの長身と大き目のバストを併せ持ったグラマーなスタイルの持ち主。それに加え、大学時代からは、マスカラやアイシャドーを入れるなどの派手なメイク、黒髪の選手が多い中で茶髪に染髪、爪にはマニキュア、両耳にはピアスを着用するなどの派手なルックスもトレードマークとなった。また、「礼香」の読みが難しい事もあってか、表彰式の時に「れいか」と間違えて読まれる事もあった。

## 演技力
女子体操選手としては大柄な156cm(155cmと表記される事もある)の長身を生かしたダイナミックな演技が特徴。バック転・バック宙などのタンブリングにおいては、小学校2年生の時に体得した後方伸身宙返り3回ひねりを得意とし、それを床、段違い平行棒、平均台の3種目で取り入れている、当時の国内唯一の存在で、その技術は当時の世界トップレベルと言われ、また、見るものをあっと言わせるほどの迫力も併せ持っている。
得意種目は平均台。アクロバットシリーズでは上がりは側転→後方伸身宙返り、台上では片手バック転→後方伸身開脚宙返りと側転→後方伸身宙返り、下りは後方伸身宙返り3回ひねりを取り入れる。安定感のある上がりと台上での後方伸身宙返りと張りのある後方伸身宙返り3回ひねり下りが持ち味。
片手バック転→後方伸身開脚宙返りの構成は、片手バック転→2連続の後方前後開脚宙返りや、バック転→後方開脚宙返り→後方屈身宙返りの連続技に難易度が上がる事もあった。
床では、アクロバットシリーズ1本目は屈身月面宙返り、2本目は後方伸身宙返り(テンポ宙返り)→後方伸身宙返り3回ひねり、3本目は前方伸身宙返り1回ひねり、4本目は屈身2回宙返りの構成。3本目は2004年から取り入れた。中でも持ち味である後方伸身宙返り→後方伸身宙返り3回ひねりの連続技は、きれいな着地ができる安定感だけではなく、スピードがあり、かつ完全にひねりきれており、そして非常に見栄えのするほどの素晴らしさを誇り、時には非常に美しいとさえ言われる事もある。
他にも、時には大会唯一の披露選手になる事もある屈身月面宙返りも非常に迫力がある。また、力強いアクロバット技だけではなく、振り付けにも女性らしさを全面に出すなど工夫を凝らしている。
音楽は「ランバダ」を使用。
段違い平行棒では、2004年からは車輪1回半ひねり→イエーガーを、2005年からは後方車輪１回半ひねり大逆手を取り入れた。着地は得意の後方伸身宙返り3回ひねり。振りが大きく、スピード感と雄大性のある演技を披露する。
跳馬では、ひねりを組み入れたのは2003年からである。
主な技は、前転とび前方屈身宙返り半ひねりなど。

## 主な成績
- 2000年-中学3年で全日本選手権初出場を果たし4位入賞。
- 2001年-NHK杯にて優勝。全日本でも個人2位。初の国際大会となった東アジア競技大会では団体2位、個人6位。世界選手権にも初出場。
- 2002年-高校選抜にて優勝。全日本ジュニアでも優勝。
- 2003年-世界選手権（アナハイム）に出場。日本人選手としてただ一人個人総合決勝に進むも23位、団体14位。全日本では個人3位。
- 2004年-五輪最終選考会を兼ねたNHK杯で4位に終わり、目標としていたアテネオリンピック出場を逃す。全日本では2001年に続き個人2位。インカレでは個人、団体ともに優勝。
- 2005年-全日本個人3位、平均台では1位。インカレ個人2連覇。
- 2006年-アジア大会（ドーハ）に出場、団体で銅メダル獲得。